# Xinu
Xinu(Xinu Is Not Unix)는 퍼듀 대학교의 더글러스 코머가 교육용 목적으로 개발한 운영 체제이다.

## 같이 보기
- 미닉스
- Xv6
- 운영체제 목록